# Buk (hilseform)
|  | For andre betydninger, se Buk |
Et buk (som verbum: at bukke) er en hilseform, der udføres ved kortvarigt at bøje kroppen forover som tegn på respekt og ærbødighed.
Buk er traditionelt mandens gestus svarende til kvindens nejen. Ved buk er fødderne samlet, imens overkroppen bøjer forover. Hilseformen var mere udbredt i ældre tider. Her betød det at bukke det samme som at tilbede.
Inden for budo-kampkunst indgår buk i ritualer ved begyndelsen og afslutningen af træningen, ved opvisninger, turneringer, gradueringer og tit ved makkerøvelser. Bukkets dybde har overtaget japansk protokol for hilsener og afhænger af graden af ærbødighed, der fremvises; over for en sparringspartner bukkes der typisk med en vinkel på 15-30 grader (især hvis der bukkes stående), dybere over for instruktør (sensei) eller dommer og dybest over for shomen. I visse retninger, eksempelvis aikido, fjerner man, når man har makkerøvelser, ikke blikket fra sin modstander, mens man bukker.